# Embia amadorae
Embia amadorae är en insektsart som beskrevs av Ross 1966. Embia amadorae ingår i släktet Embia och familjen Embiidae. Inga underarter finns listade i Catalogue of Life.